# Potentilla libanotica
Potentilla libanotica är en rosväxtart som beskrevs av Pierre Edmond Boissier. Potentilla libanotica ingår i Fingerörtssläktet som ingår i familjen rosväxter. Inga underarter finns listade i Catalogue of Life.